# Barbus fasciolatus
Barbus fasciolatus е вид лъчеперка от семейство Шаранови (Cyprinidae). Видът не е застрашен от изчезване.

## Разпространение
Разпространен е в Ангола, Ботсвана, Демократична република Конго, Замбия, Зимбабве и Мозамбик.

## Описание
На дължина достигат до 6 cm.